# 貓砂桶廁所
貓砂桶廁所是2019年開始美國一些學校為了應對發生緊急情況被封鎖在教室中時學生的如廁問題，在教室中配備的以貓砂為基礎的便携式廁所。這一舉措一度在網際網路上被流傳為是學校為“認同為貓”的學生所準備的，並在選舉活動中被一些政治人物作為宣傳議題。

## 措施
貓砂桶廁所首先在曾經發生多起校園槍擊案的科羅拉多州的丹佛市學區開始推廣，當學校發生槍擊等緊急狀況時，警方會要求教師和學生在教室中躲避直到警方對校園清查完畢確認安全後才能出來，杰斐遜縣公立學校的安全負責人約翰·麥克唐納（John McDonald）表示這個想法是幾年前提出的，當時該地區的一所學校在槍擊威脅後被封鎖了幾個小時，以至於需要如廁的學生不得不使用垃圾袋和垃圾桶解決，在2019年4月的槍擊威脅後，學區開始在教室中配備以貓砂為基礎的便携式廁所，學區公立學校的發言人戴安娜·威爾森（Diana Wilson）表示大多數教師都支持這一決定，且貓砂桶廁所已經和彈出式帳篷和急救箱等物品一起被加入丹佛的教師配給品清單。

## 網路傳播
關於將貓砂桶廁所扭曲為學校給學生提供貓砂的傳言始於在網際網路上廣爲流傳的一則關於密歇根州底特律米德蘭公立學校2021年12月20日的一次學校董事會會議的影片，一位在會議上發言的董事會成員在影片中表示，她在會議前一天被某人告知，學校在“男女皆宜的廁所”中添置了貓砂，供“認同為貓”的學生使用，影片在2022年1月中旬廣為傳播後，該學校在1月20日給家長的電子郵件中對此予以否認。

## 政治利用
2022年1月，競選國會議員的得克薩斯州共和黨人米歇爾·埃文斯（Michelle Evans）聲稱圓石獨立學區的某些中學“正在降低食堂餐桌，以讓福瑞控更容易在沒有用餐具或手的情況下吃飯，就像狗從碗裡吃東西一樣。”學區否認了這些說法。2022年3月，威斯康星州的沃納基學區也遭到了類似指控，聲稱“福瑞控可以穿著他們的福瑞服裝，可以選擇不在體育課上跑步而是坐在老師的腳下舔爪子”，學區澄清說他們沒有針對被認定為“福瑞控”的學生制定政策。2022年5月，在內布拉斯加州立法機構就學校資助法案進行的電視辯論中，共和黨州參議員布魯斯·博斯特爾曼（Bruce Bostelman）聲稱“學校希望在學校裡放置貓砂供福瑞控學生使用”，幾個小時後他撤回了他的主張並道歉。
2022年9月，田納西州參議員珍妮絲·鮑林（Janice Bowling）在委員會會議上提到了這一傳言，並將其描述為“日益嚴重的危機”，州和地方官員則反駁說這是虛假信息。在明尼蘇達州，共和黨州長候選人斯科特詹森（Scott Jensen）在關於性別認同問題的競選演講中重複了這一謠言。2022年10月，伊利諾伊州共和黨國會候選人卡塔琳娜·勞夫（Catalina Lauf）在推特上堅持認為一些學校為福瑞控學生提供貓砂：“我們父母厭倦了這種令人作嘔的覺醒”。